# Dorotea de Armas
Dorotea de Armas Curbelo (Muñique, 6 de febrero de 1899 – Camino de las Montañetas, Lanzarote, 1997) fue una ceramista española que destacó por introducir las figurillas tradicionales aborígenes Canarias en la iconografía de sus trabajos de alfarería.

## Trayectoria
Dorotea en 1899 en Muñique, un pueblo de Lanzarote, y falleció en 1997. Su formación como alfarera la recibió de su madre, por lo que comenzó desde niña a modelar el barro y realizar diferentes objetos. Además, aprendió de su madre cómo seleccionar el barro y tratarlo para realizar diferentes formas. Selecciona el barro y lo mantiene con humedad suficiente para que adquiera la flexibilidad suficiente para añadir arena negra que permite moldear. Tras moldear la pieza hornea en el fuego de su casa de Camino de las Montañetas.
Continuó el oficio de su madre y abuela como alfarera, tradicionalmente conocido como locera, especializándose en trabajos cerámicos que incorporaban las tradiciones canarias. Recogió el legado alfarero de El Mojón, donde este oficio de locera tenía larga tradición y está reconocido como el pueblo que mejor representa la alfarería de Lanzarote. Su búsqueda de los orígenes isleños alfareros le lleva a descubrir las figurillas cerámicas utilizadas por los aborígenes canarios en sus ritos y vida cotidiana.
Trabajó la loza realizando objetos de uso doméstico, juguetes, o lo más innovador, los idolillos que reinterpretan los idolillos tradicionales canarios. Entre estos últimos destacar Los Novios del Mojón que le dieron fama más allá del entorno canario. Otras figurillas, como los caballos de tres patas, junto a las figurillas como los novios, reinterpretan las figuras típicas de los aborígenes canarios.
Armas destaca por sus trabajos de artesanía y modelado alfarero tradicional. Armas es valorada entre los admiradores de esta tradición lanzaroteña, como renovadora del oficio de alfarero al introducir formas tradicionales de los aborígenes isleños, de antes de la llegada de europeos a las islas, en sus obras.
Los ‘Novios del Mojón’, ‘muñecos’ o ‘Novios del Volcán’, como los denomina Armas, se utilizaban como fetiches en los compromisos de casamiento, una forma de expresar las emociones entre los comprometidos. El intercambio de figurillas, representando a un hombre y a una mujer, en las que estaban representadas los órganos sexuales de forma expresa, era la forma en que la pareja se aceptaba mutuamente. José Saramago escribió 'La caverna' inspirándose en las figuras de barro creadas por Dorotea.
Armas recibió diversos premios y valoración de su trabajo durante su vida, y también de forma póstuma como el nombramiento de Artesana del Año 2017, por el Cabildo de Canarias. Destacar que transmite sus conocimientos a numerosas personas que continúan este trabajo, entre otros, su nieta Mª Dolores Armas y su hijo Juan Jesús Brito Paz. Además tiene diversos discípulos y seguidores. Entre sus discípulos se encuentra un Hijo Predilecto de Lanzarote, Juan Brito Martín, otro ceramista autodidacta de Lanzarote, que utilizó como referencia ‘Los Novios del Mojón’ en muchas de sus creaciones.

## Obra
Una de las obras más representativas de Armas es los Novios del Mojón, también conocida como Muñecos o Novios del Volcán. Son dos figuras de barro que representan a un hombre y una mujer, destacan por representar de una forma exagerada los atributos sexuales. La obra se inspira en piezas que fueron encontradas en yacimientos arqueológicos de la época aborigen de la isla. La tradición marca que el hombre compra la figura masculina para ofrecérsela a su prometida y si esta acepta el compromiso responde regalándole la figura femenina.
Otra de sus obras destacadas es el Camello de tres patas, se convirtió en un juguete para una sociedad que no disponía de mucha variedad de juegos.

## Reconocimientos
En 2016, el grupo Somos Lanzarote presentó una moción al pleno del Cabildo de Lanzarote cuyo objetivo era reconocer la figura de Dorotea, así como la cerámica tradicional de la isla.
Como consecuencia de esta moción, en 2017, se decidió hacerle un homenaje a título póstumo en la XXIX Feria Insular de Artesanía de Lanzarote. Fue nombrada Artesana del Año 2017.obras.